# Pavocosa gallopavo
Pavocosa gallopavo là một loài nhện trong họ Lycosidae.
Loài này thuộc chi Pavocosa. Pavocosa gallopavo được Cândido Firmino de Mello-Leitão miêu tả năm 1941.